# NGC 559
NGC 559 је расејано звездано јато у сазвежђу Касиопеја које се налази на NGC листи објеката дубоког неба.
Деклинација објекта је + 63° 18' 6" а ректасцензија 1h 29m 31,0s. Привидна величина (магнитуда) објекта NGC 559 износи 9,5. NGC 559 је још познат и под ознакама OCL 322.